# Vikingemuseet Fyrkat
Vikingemuseet Fyrkat er et historisk frilandsmuseum på trelleborgen Fyrkat i Himmerland. Det hører under Nordjyllands Historiske Museum. Museet har åbent i sommerhalvåret, og er bemandet med håndværkere og krigere. Museet består af ringborgen, et rekonstrueret hus der, samt ni andre rekonstruerede huse fra vikingetiden et stykke fra borgen. I en periode hvert år bliver der opført teater i et af husene.